# 木村修
木村 修（きむら おさむ、1934年11月19日 - ）は、日本の元俳優。東京市（現：東京都）出身。

## 出演作品

### 映画
- 次郎長社長と石松社員（1961年） - 塚口
- 虹をつかむ恋人たち（1965年） - 森本
- 地獄の波止場（1965年） - 源氏のボーイ
- 喜劇急行列車（1967年） - 掛
- 喜劇 競馬必勝法（1967年） - 刑事
- 喜劇団体列車（1967年） - 専務車掌
- 続・渡世人（1967年） - 医者
- 喜劇 競馬必勝法 大穴勝負（1968年） - モノレール駅員
- 密告（たれこみ）（1968年） - 区役所吏員
- 盛り場ブルース（1968年） - 事務員
- ㊙トルコ風呂（1968年） - 店員
- 喜劇 “夫”売ります!!（1968年） - 高井
- 超高層のあけぼの（1969年）
- 日本侠客伝 花と龍（1969年）
- 不良番長
  - 不良番長 送り狼（1969年） - マネージャー
  - 不良番長 王手飛車（1970年） - 東亜開発のセールスマン
  - 不良番長 骨までしゃぶれ（1972年） - ボーイ
- やくざ刑事（1970年）
- 最後の特攻隊（1970年）
- 新宿の与太者（1970年） - ボーイ
- 暴力団再武装（1971年） - アンコ
- 博徒斬り込み隊（1971年）
- ギャング対ギャング 赤と黒のブルース（1972年） - 村木
- 現代やくざ 人斬り与太（1972年） - ボーイ ※ノンクレジット
- 女囚さそりシリーズ
  - 女囚701号/さそり（1972年） - 看守
  - 女囚さそり 第41雑居房（1972年）
  - 女囚さそり けもの部屋（1973年） - 警官
  - 新・女囚さそり 701号（1976年） - 看守
- 銀蝶流れ者 牝猫博奕（1972年） - バーテン
- 人斬り与太 狂犬三兄弟（1972年） - ボーイ
- 夜の歌謡シリーズ 女のみち（1973年） - ボーイ
- ボディガード牙（1973年）
- 非情学園ワル 教師狩り（1973年） - 新聞記者
- 実録安藤組 襲撃篇（1973年） - アナウンサー
- 聖獣学園（1974年） - 村川神父
- 喜劇 男の腕だめし（1974年） - 村田
- 暴力街（1974年）
- 0課の女 赤い手錠（1974年） - 警官
- 色情トルコ日記（1974年） - 山仁の社員
- 直撃! 地獄拳（1974年） - 警官
- 安藤組外伝 人斬り舎弟（1974年） - ボーイ
- 少林寺拳法（1975年）
- 仁義の墓場（1975年）
- 大脱獄（1975年） - 看守
- 新幹線大爆破（1975年） - 記者
- 実録三億円事件 時効成立（1975年） - 日本信託銀行国分寺支店行員
- 東京ディープスロート夫人（1975年） - トルコ風呂受付係
- 横浜暗黒街 マシンガンの竜（1976年）
- 暴走の季節（1976年）
- 安藤昇のわが逃亡とSEXの記録（1976年） - アナウンサー
- 狭山裁判（1976年） - 記者
- 犬神の悪霊（1977年） - 職員
- トラック野郎
  - トラック野郎・度胸一番星（1977年） - 警官
  - トラック野郎・男一匹桃次郎（1977年） - 教習所教官
  - トラック野郎・突撃一番星（1978年） - ラジオアナウンサー
  - トラック野郎・一番星北へ帰る（1978年） - 港係員 ※ノンクレジット
  - トラック野郎・故郷特急便（1979年） - キャバレーの客 ※ノンクレジット
- こちら葛飾区亀有公園前派出所（1977年） - コック
- 野性の証明（1978年） - 新聞記者
- 悪魔が来りて笛を吹く（1979年） - 天銀堂店員
- 白昼の死角（1979年） - 刑事
- 動乱（1980年） - 背広服の男
- さらば、わが友 実録大物死刑囚たち（1980年） - 新聞記者
- ダンプ渡り鳥（1981年）
- 獣たちの熱い眠り（1981年） - 広告代理店の男
- 誘拐報道（1982年）
- 天国の駅 HEAVEN STATION（1984年） - 店員
- 麻雀放浪記（1984年） - 設計士
- 玄海つれづれ節（1986年） - 広島駅係員
- 仮面ライダーBLACK（1988年） - アナウンサー

### テレビドラマ
NHK
- 大河ドラマ / 翔ぶが如く 第一部 第27話「王政復古」（1990年） - 武士

NTV
- ゴールドアイ（1970年）
- 超人バロム・1 第24話「魔人ウデゲルゲは神社で呪う」（1972年、YTV） - 村人
- 消えた巨人軍（1978年） - 巨人球団職員
- 大激闘マッドポリス'80（1980年）
  - 第1話「マフィアからの挑戦」
  - 第13話「スカイライダー大作戦」
- 火曜サスペンス劇場
  - たそがれに標的を撃て（1982年）
  - 受験地獄・東大受験 その朝めざまし時計が鳴らなかった（1982年）
  - 女が見ていた（1983年）
  - 観覧車は見ていた（1984年）
  - 妻の疑惑（1986年）
  - 三年目の誤算（1986年）
  - 女弁護士 高林鮎子
    - 第1作「寝台特急あさかぜ4号殺人風景」（1986年）
    - 第2作「L特急あずさ19号 逆転の殺意」（1987年）

  - 女からの眺め 女だけで犯した20億円強奪作戦（1987年）
  - 女監察医・室生亜季子
    - 第6作「赤い髪の女」（1989年）
    - 第7作「もう一つの指紋」（1989年）
    - 第11作「歪んだ告白」（1992年）
    - 第12作「もう一つの血痕」（1992年）
    - 第19作「埋葬」（1995年）
    - 第23作「不審死体」（1998年）

  - 六月の花嫁 婚約解消殺人事件（1989年）
  - 女動物医事件簿 第2作「炎を吐いた猫」（1991年）
  - 掏摸（1993年）
  - おかしな夫婦2（1996年）
- 水曜グランドロマン 交通刑務所の朝（1989年）

TBS
- 渥美清の泣いてたまるか 第13話「さよなら敬礼!」（1966年）
- キャプテンウルトラ（1967年）
  - 第5話「バンデル巨人あらわる!!」 - 冥王星守備隊員
  - 第15話「コメット怪獣ジャイアンあらわる」 - 警官
  - 第16話「雷雨怪獣アメゴンあらわる!!」 - ホテルのボーイ
  - 第19話「神話怪獣ウルゴンあらわる!!」 - 住民
  - 第22話「怪獣軍団あらわる!!」、第23話「くたばれ怪獣軍団!!」 - 宇宙センター隊員 ※第23話はノンクレジット
- キイハンター
  - 第4話「顔のない男」（1968年）
  - 第237話「出発進行! 脅迫の凹凸指令」（1972年）
  - 第243話「情無用! 人殺しの神様」（1972年）
  - 第244話「拳銃P-007大捜査網」（1972年）
  - 第254話「それ行け! 新婚珍道中」（1973年）
  - 第255話「悪党三匹銀嶺を行く」（1973年）
  - 第258話「生首を切られた男」（1973年）
- アイフル大作戦
  - 第11話「電話で死体が転がり込んできた」（1973年）
  - 第54話「仁義ある戦い」（1974年）
  - 第55話「探偵専科　愛と死のたわむれ」（1974年）
- 顔で笑って 第13話「年忘れ夫婦げんか」（1973年） - 湘南運送配送員
- 事件狩り 第9話「同棲時代の終わり」（1974年）
- バーディ大作戦
  - 第1話「連続ピストル強盗団」（1974年）
  - 第2話「現金輸送車大追跡!」（1974年）
  - 第17話「殺人鬼の見合い結婚!」（1974年）※ノンクレジット
  - 第18話「キャーッ! 死体が訪ねて来た」」（1974年）
  - 第21話「刑事ボロンボ 花嫁交換殺人事件」」（1974年）
  - 第23話「SOS黒猫と幻の女」（1974年）
  - 第24話「警官ギャング」（1974年）
  - 第26話「燃えよ! ドラゴン日本上陸」（1974年）
  - 第34話「年忘れ新婚除夜の鐘」（1974年）
  - 第39話「連続殺人! 女の事件簿」（1975年）
  - 第41話「全員! 覗き盗聴開始!」（1975年）
  - 第43話「電話で人を殺す方法」（1975年）
  - 第48話「必殺! ママに捧げる犯罪」（1975年）
- 夜明けの刑事 第15話「ウソの結婚・刑事はつらいよ」（1975年）
- Gメン'75
  - 第1話「エアポート捜査線」（1975年） - バスの運転手
  - 第3話「警官殺し!」（1975年）
  - 第7話「女時代性誘拐殺人事件」（1975年）
  - 第14話「マフィアの招待旅行」（1975年）
  - 第16話「Gメン皆殺しの予告」（1975年） - 喫茶店ウイスタリア店員
  - 第20話「背番号3長島対Gメン」（1975年） - 観客
  - 第21話「ニューヨーク市警黒人刑事」（1975年） - 保税倉庫の係員
  - 第24話「二人組警官ギャング」（1975年） - 科警研係員
  - 第29話「死刑結婚式」（1975年）
  - 第31話「男と女のいる特急便」（1975年） - 検問隊の警察官
  - 第40話「硫酸とビキニの女」（1976年） - 警官
  - 第41話「白銀の現金輸送車襲撃事件」（1976年） - 現金輸送車のガードマン
  - 第42話「殺人の条件」（1976年） - 記者
  - 第46話「白バイ警官連続射殺事件」（1976年） - 中原署捜査課刑事
  - 第48話「刑事・その恩師の殺意」（1976年） - 所轄署刑事
  - 第51話「刑事訴訟法47条女子大生ジャック」（1976年） - 電波探知車係官
  - 第53話「殺人ドライブの謎」（1976年） - ホテルのフロント
  - 第62話「深夜放送ジャック」（1976年） - 東洋放送ディレクター
  - 第63話「拳銃を撃てない警官」（1976年） - 新宿南署通信担当
  - 第64話「逃亡刑事」（1976年）※出演シーンカット
  - 第65話「真夏の夜の連続女性殺人事件」（1976年）
  - 第73話「バカ! 大人のバカ!!」（1976年） - 上原区役所福祉課職員
  - 第76話「幻の女」（1976年） - レストランのボーイ
  - 第78話「土曜日の幼稚園ジャック」（1976年） - 天和銀行行員
  - 第79話「24,749の遺体」（1976年） - 警視庁鑑識課員
  - 第81話「灰色高官殺人事件」（1976年）
  - 第84話「三本指の刑事」（1976年）
  - 第95話「殺人完了電話」（1977年） - 編集部員
  - 第96話「停年強盗」（1977年） - アナウンサー
  - 第100話「北の国から来た遺骨」（1977年） - テレビ局ディレクター
  - 第108話「ヌードモデル殺人事件」（1977年） - 鑑識係
  - 第112話「宇宙食の恐怖」（1977年） - 職安係員
  - 第115話「午前0時 女のミステリー」（1977年） - 科警研係員
  - 第116話「エクソシスト殺人事件」（1977年） - 花月ハイランドホテルフロント
  - 第120話「覗かれた女の部屋」（1977年） - 所轄署刑事
  - 第131話「少女餓死」（1977年） - 記者 ※ノンクレジット
  - 第134話「移動交番爆破事件」（1977年） - 医師
  - 第137話「'78新春大脱獄!」（1978年） - 星アナウンサー ※ノンクレジット
  - 第138話「復顔術」（1978年） - 工事現場監督
  - 第139話「女子大生ネクタイ絞殺事件」（1978年）※出演シーンカット
  - 第149話「結婚式の夜の出来事」（1978年） - 制服警官
  - 第155話「浴槽に浮かんだ死体」（1978年） - 興栄商事社員
  - 第156話「女子大生誘拐!」（1978年） - 建物解体の現場監督
  - 第163話「首のない女の人形」（1978年）※出演シーンカット
  - 第164話「消えた乳母車の赤ちゃん」（1978年） - 関東拘置所職員
  - 第165話「ジープに乗った悪魔」（1978年） - 大東火薬工場警備員
  - 第166話「女医の告白」（1978年） - 電波管理局係員
  - 第168話「夏祭りの夜の惨劇」（1978年） - モンタージュ写真技官
  - 第169話「深夜バスの乗客大量殺人事件」（1978年） - 小池（中武バス運転手）
  - 第170話「結婚サギ常習犯」（1978年） - 銀行員
  - 第174話「母ちゃんは地獄へ行け!」（1978年） - アナウンサー
  - 第185話「津軽海峡を渡る片足の男」（1978年）※出演シーンカット
  - 第189話「危機一髪! お年玉爆弾カメラ」（1979年） - ニュースの声
  - 第195話「プロ野球殺人事件」（1979年） - 記者
  - 第197話「非行少女・ミキ」（1979年）※出演シーンカット
  - 第198話「パレットナイフの殺人」（1979年）※出演シーンカット
  - 第217話「3時間30分 銀行支店長夫妻の秘密」（1980年） - 野木健太郎アナウンサー
  - 第254話「警視庁の女スパイ」（1980年） - 吉野アナウンサー
  - 第258話「大空港の逃亡者」（1980年） - 国際語学大学学生課職員
  - 第269話「少年とギャングの自転車レース」（1980年）※出演シーンカット
  - 第275話「警官の妻たちの連続殺人」（1980年）※出演シーンカット
  - 第298話「ヌードカメラマン殺人事件」（1981年） - アナウンサー
  - 第303話「殺し屋新婚夫婦」（1981年） - アナウンサー
  - 第317話「'81サマーサスペンスシリーズ 女の裏窓24時間」（1981年） - アナウンサー
- 刑事犬カール 第34話「五月晴れにジャンプ」（1978年）
- Gメン'82 第7話「指の無いサンタクロース」（1982年）
- ザ・サスペンス
  - 一周年記念特別企画 妻は告白する 女の体の中には自分でも気づかない魔性がいた!（1983年）
  - 開き過ぎた扉（1983年）
  - 回転ドアの女（1984年）
- スチュワーデス物語 第20話「ないしょ話」（1984年）
- スーパーポリス 第12話「見てろ女ども!ダサい男の復讐」（1985年）
- 赤い秘密（1985年）
- 土曜ドラマスペシャル いたずら電話をする女（1988年）
- HOTELスペシャル
  - スペシャル'91春 姉さんピンチです（1991年）
  - スペシャル'93秋 姉さん信じられません 東京-長崎あの新婚旅行の出来事（1993年）
- 月曜ドラマスペシャル
  - 終戦記念特別企画 星の流れに（1991年）
  - 五つの顔の変装刑事! 右京警部補事件ファイルE（1996年）
- デパート!秋物語 第2話「いらっしゃいませ! スゴイお母さん達!!」（1991年）
- 新幹線物語'93夏 第1話「女性パーサー定発!」・第2話「駅弁から出た札束」（1993年）

MBS
- 仮面ライダーシリーズ
  - 仮面ライダーV3 第44話「V3対ライダーマン」（1973年） - 父親 ※クレジットは「木村治」
  - 仮面ライダーアマゾン 第12話「見た! ゲドンの獣人改造室!!」（1975年） - 刑事 ※ノンクレジット
  - 仮面ライダー (スカイライダー)（1980年）
    - 第15話「恐怖 アオカビジンの東京大地震」 - 父親
    - 第50話「君もアリコマンド少年隊に入隊せよ!?」 - 教師

  - 仮面ライダースーパー1 第39話「強力ライター怪人の弱点はどこだ!!」（1981年） - 警備員
  - 仮面ライダーBLACK 第1話「BLACK!! 変身」（1987年）
  - 仮面ライダーBLACK RX 第20話「バナナを喰う鬼」（1989年） - 野木健太郎アナウンサー
- 宇宙鉄人キョーダイン（1976年）
  - 第22話「ギャーッ!! 消えた教室」 - パイロット
  - 第34話「のぞくな!! ふしぎな魔法の箱」・第35話「出発! ダダ星ゆき超特急!!」 - 司会者 ※第35話はクレジットのみ
- 大鉄人17（1977年）
  - 第1話「謎の鋼鉄巨人」 - 記者
  - 第8話「ワンセブン 15時間の命」 - アナウンサー
  - 第18話「恐怖の夏休み 暴走する新幹線」 - アナウンサー
  - 第28話「出たぞ大海獣! ネッシーの子守唄」 - 記者
- 腐蝕の構造 第1話（1977年）
- 森村誠一シリーズ・人間の証明 第4話（1978年）

CX
- フラワーアクション009ノ1 （1969年）
  - 第5話「怪盗ルパンSOS」
  - 第7話「フランシーヌに愛をこめて」

- 新宿警察 第20話「ひとりぼっちの追跡」（1976年）
- 雲霧仁左衛門 第9話「女盗賊の恋」（1979年）
- 騎馬奉行
  - 第1話「憎い男の初仕事」（1979年）
  - 第4話「狐狩り伝説 皆殺しの村」（1979年）
  - 第24話「忠義者は使い捨て」（1980年）
- 裸の大将放浪記 第1作「爆笑メルヘン・裸の大将放浪記」（1980年）
- 東映不思議コメディーシリーズ
  - ロボット8ちゃん（1981年 - 1982年） - ゴミスキーの声
  - バッテンロボ丸
    - 第3話「とんでもない奴! トンダ博士」（1982年） - 赤ん坊の父
    - 第20話「ドッキリドキドキ! 雪の美少女」（1983年） - 刑事
    - 第26話「さらば! 地球よ!」（1983年） - 木村アナウンサー
    - 第49話「パパとママは反抗期」（1983年） - 亭主

  - ペットントン（1983年 - 1984年） - 富士屋商店店主
  - どきんちょ!ネムリン 第9話「マコの(秘)スキャンダル」（1984年） - 八百屋
  - 勝手に!カミタマン（1985年）
    - 第3話「ザ・対決 とらばる聖子」 - スーパーの店長
    - 第15話「怒りの冷しハンバーグ」 - ナレーター
    - 第25話「扇風機はひとりぼっち」 - 工員
    - 第27話「はばたけ! 演歌の星」 - 司会者

  - もりもりぼっくん（1986年）
    - 第1話「登場!不思議ロボット」- 教師
    - 第5話「カケフの仲良し大作戦」 - 焼鳥屋
    - 第21話「謎の覆面美少女剣士」 - たこ焼き屋
    - 第34話「サムシングの風立ちぬ」 - 医者

  - 美少女仮面ポワトリン 第31話「スイカ割り大会の恨み」（1990年） - スイカの霊
  - 不思議少女ナイルなトトメス
    - 第37話「母はスッシー」（1991年） - 医師
    - 第49話「聖ナイルの悪魔」（1991年） - 医師

  - うたう!大龍宮城 第38話「フジツボ」（1992年）
  - 有言実行三姉妹シュシュトリアン（1993年）
    - 第26話「妖怪魍魎と写真の美女」 - 学校の職員
    - 第29話「嘆きのスイカ」 - 町会長
- 時代劇スペシャル
  - 佐武と市捕物控 斬る（1981年）
  - ザ・ヤジキタ 菊と葵と猫の目と（1982年）
- 金曜女のドラマスペシャル 愛の終着駅 バラバラ殺人事件!（1984年）
- TVオバケてれもんじゃ（1985年）
  - 第4話「紙テープはスーパースターの夢を見る!」 - 本屋の主人
  - 第12話「突然サヨナラ! いとしのテレビ」 - 福引の男
- スケバン刑事
  - スケバン刑事 第1作（1985年）
  - スケバン刑事II 少女鉄仮面伝説 第13話「白銀の決闘! スキー場は大パニック」（1986年）
- 月曜ドラマランド
  - ゲゲゲの鬼太郎（1985年）
  - 包丁人味平（1986年）
- 藤子不二雄の夢カメラ 第3話「もしもカメラ」（1988年）
- 花のあすか組! 第1話「少女戦国に嵐吹く!」（1988年）
- ハッピーバースデー殺人事件（1988年）
- 森村誠一サスペンス・喪中欠礼（1990年）
- 世にも奇妙な物語
  - 世にも奇妙な物語 冬の特別編（1991年）
  - 世にも奇妙な物語 バカばっかりだ!（1991年）
  - 世にも奇妙な物語 ハイ・ヌーン（1992年） - 八百屋の親父
- DRAMADAS お子様は魔女（1991年）
- 六つの離婚サスペンス・試すなかれ（1991年）

NET→ANB
- ゼロ戦黒雲隊（1964年 - 1965年）
- 悪魔くん
  - 第8話「水妖怪」（1966年） - 警備員
  - 第9話「吸血鬼」（1966年） - ラーメン屋
  - 第23話「化ぐも」（1967年） - 羽田空港管制官 ※ノンクレジット
- あゝ同期の桜 第1話「離別」（1967年）
- ジャイアントロボ
  - 第2話「大魔球グローバー」（1967年） - 防衛隊員
  - 第12話「合成怪獣アンバラン」（1967年） - 医学班員
  - 第13話「悪魔の眼ガンモンス」（1968年） - アラー国鉱夫 ※ノンクレジット
  - 第17話「赤富士ダムを破壊せよ」（1968年） - 運転手
  - 第25話「宇宙吸血鬼」（1968年） - 村人 ※ノンクレジット
- 忍者ハットリくん+忍者怪獣ジッポウ
  - 第16話「これぞヤマトダマシイでござる」（1967年） - 門駄平の手下
  - 第22話「タマシイ入れかえの術でござる」（1968年） - 公園の男 ※ノンクレジット
- 河童の三平 妖怪大作戦（1969年）
  - 第12話「悪魔病院」 - 救急隊員
  - 第20話「怪妖盲魔」 - 食堂の客 ※ノンクレジット
  - 第21話「妖怪獄卒」 - 村人
- 冠婚葬祭屋（1972年）
- さすらいの狼 第3話「竜と少年」（1972年）
- 非情のライセンス
  - 第1シリーズ 第4話「兇悪のサファイア」（1973年） - 職員
  - 第1シリーズ 第31話「兇悪の報酬」（1973年）
  - 第1シリーズ 第44話「兇悪の野良犬」（1974年）
  - 第1シリーズ 第48話「兇悪のサンバ」（1974年） - 係員
  - 第2シリーズ 第19話「兇悪の父子」（1975年） - 記者A
  - 第2シリーズ 第26話「兇悪の友情」（1975年） - マネージャーB
- 旗本退屈男 第16話「謎の献上水」（1974年）
- ザ・ボディガード（1974年）
  - 第11話「残酷な女の部屋」
  - 第24話「マフィアと二つの顔の女」
- がんばれ!!ロボコン
  - 第3話「ギャーオ! おいらつぶされる!!」（1974年） - 作業員
  - 第14話「ガッツラコ! 天まであがれロボ根性」（1975年） - 獅子舞のメンバー
  - 第35話「エホホン我輩は天才である」（1975年） - 作業員
  - 第39話「ムギョギョ!! 食いねェ21世紀メニュー」（1975年） - ガソリンスタンドの店員
  - 第51話「サラバラリ! 家なきロボコンどこへ行く」（1975年） - 引っ越し屋
  - 第71話「ショックラコン!! ロボパーもらった大金賞」（1976年） - 先生
  - 第117話「ウギャピタリ! コング・ロボコン大暴れ!!」（1977年） - 先生
- ザ★ゴリラ7（1975年）
  - 第3話「ハイジャック特攻作戦」
  - 第7話「微笑む女に手を出すな!」
- 正義のシンボル コンドールマン（1975年）
  - 第5話「紅コウモリ現わる」 - 作業員
  - 第8話「やったぞ! 3段化身」  - 藤井アナウンサー
  - 第23話「大暴れ! ドラゴンコンドル」、第24話「日本全滅?! キングモンスター」 - 高橋アナウンサー
- 燃える捜査網 第9話「愛と怒りの港」（1975年）
- 大非常線（1976年）
  - 第1話「愛の天使」- アナウンサー
  - 第2話「誘拐プロフェッショナル」- アナウンサー
- ザ・カゲスター（1976年）
  - 第3話「怪盗紅ヤモリ 追跡作戦!」 - 三星商事社員
  - 第13話「ドクターサタンの世界征服作戦!!」 - 記者
  - 第24話「怪人バラキュラーの皆殺し作戦!」 - 酔っ払い
  - 第33話「オウム怪人の毒薬作戦!」 - アナウンサー
  - 第34話「死闘!! 激闘!! サタン帝国最後の日!」 - アナウンサー ※ノンクレジット
- 5年3組魔法組（1977年）
  - 第16話「会えるかな? あこがれの歌手!」
  - 第17話「マンガンキーで大騒ぎ!」
- ロボット110番 第2話「天使のような誘拐魔」（1977年） - 松島アナウンサー
- 特別機動捜査隊 第801話「浮気の報酬」（1977年）
- 特捜最前線
  - 第3話「禁じられた愛の詩」（1977年）
  - 第13話「愛・弾丸・哀」（1977年）
  - 第34話「コルト22口径の沈黙」（1977年）
  - 第39話「密告・コーヒージャック!」（1977年）
  - 第40話「初指令・北北東へ急行せよ!」（1978年）
  - 第53話「背番号のない刑事!」（1978年）
  - 第60話「シェパードだけが知っていた!」（1978年）
  - 第80話「新宿ナイト・イン・フィーバー」（1978年）
  - 第92話「白い小さな訪問者!」（1979年）
  - 第109話「紫色のマニキュアをした女!」（1979年）
  - 第119話「サウスポーは死の匂い!」（1979年）
  - 第144話「ヨーコ・二人だけの新春哀歌!」（1980年）
  - 第162話「窓際警視の靴が泣く!」（1980年）
  - 第183話「未熟児を棄てた女!」（1980年）
  - 第197話「焼死体・三つの鍵の謎!」（1981年）
  - 第198話「レイプ・似顔絵を描く女!」（1981年）
  - 第202話「包帯をした銀行ギャング!」（1981年）
  - 第208話「フォーク連続殺人の謎!」（1981年）
  - 第214話「バラの花殺人事件!」（1981年）
  - 第234話「リンチ経営塾・消えた父親たち!」（1981年）
  - 第257話「母……」（1982年）
  - 第262話「紅い爪!」（1982年）
  - 第266話「老刑事、女詐欺師を追う!」（1982年）
  - 第275話「望郷 凶悪のブルーハワイ!」（1982年）
  - 第293話「木枯らしの街で!」（1982年）
  - 第302話「始発電車にあった死体!」（1983年）
  - 第314話「妻たちの犯罪日誌!」（1983年）
  - 第323話「二人の夫を持つ女!」（1983年）
  - 第337話「哀歌をうたう女!」（1983年）
  - 第363話「獄中からのラブレター!」（1984年）
  - 第378話「レイプ・妻に捧げる完全犯罪!」（1984年）
  - 第391話「遺留品ナンバー4号の謎!」（1984年）
  - 第403話「死体番号6001のミステリー!」（1985年）
  - 第428話「追跡・ラブホテルの目撃者!」（1985年）
  - 第436話「殺人警官・44000人の容疑者!」（1985年）
  - 第438話「美しい狙撃者! 殺意を呼ぶマネーゲーム!」（1985年）
  - 第465話「木曜日の暴行魔! 疑惑の単身警官待機寮!」（1986年）
  - 第475話「単身赴任誘拐事件・窓際族の身代金!」（1986年）
  - 第489話「連続誘拐・心臓移植の少女!」（1986年）
- がんばれ!レッドビッキーズ 第9話「眠れジュク」（1978年）
- スーパー戦隊シリーズ
  - バトルフィーバーJ（1979年）
    - 第12話「呪い殺法バラ吹雪」 - 池永アナウンサー
    - 第17話「怪物（モンスター）マシンを奪え」 - 山倉アナウンサー
    - 第32話「ふるさと殺人村」 - 吹雪村役場職員

  - 電子戦隊デンジマン（1980年）
    - 第3話「油地獄大パニック」 - 西岡アナウンサー
    - 第6話「悪魔分身の少女」 - 電車の運転手 ※ノンクレジット
    - 第7話「デンジ星の大悲劇」 - 釣り人
    - 第22話「超時間ふしぎ体験」・第27話「赤いカブト虫爆弾」 - 山倉アナウンサー
    - 第47話「朝日に消えた人魚」 - 洋服屋

  - 太陽戦隊サンバルカン 第5話「邪悪な太陽神」（1981年） - アナウンサー
  - 大戦隊ゴーグルファイブ（1982年）
    - 第6話「悪役レスラーの愛」 - 山倉アナウンサー
    - 第27話「人間ジャングル!」 - 教頭

  - 超電子バイオマン 第24話「爆発する愛の花!」（1984年） - 百合の父
  - 電撃戦隊チェンジマン 第30話「走れ! ペガサス!」（1985年） - 下崎悦郎アナウンサー
  - 光戦隊マスクマン　第17話「破れ! 地獄の迷宮」（1987年） - アナウンサー
  - 高速戦隊ターボレンジャー
    - 第23話「幽霊いっぱい」（1989年） - 駅員
    - 第45話「超マジック少年」（1990年） - アナウンサー

  - 鳥人戦隊ジェットマン 第20話「結婚掃除機」（1991年） - 神父
  - 恐竜戦隊ジュウレンジャー 第13話「射て! 黄金の矢」（1992年） - 医師
  - 五星戦隊ダイレンジャー 第18話「（秘）の白虎ちゃん」（1993年） - おじさん
  - 忍者戦隊カクレンジャー 第33話「あまのじゃく村」（1994年） - 駐在さん
  - 激走戦隊カーレンジャー 第35話「裏切りの信号野郎」（1996年） - 弁当屋
- 土曜ワイド劇場
  - 松本清張の聞かなかった場所（1979年）
  - 華やかな死体・赤い花は殺人予告（1980年）
  - 松本清張の地方紙を買う女（1981年）
  - 西村京太郎トラベルミステリー
    - 第2作「再婚旅行殺人事件」（1982年）
    - 第3作「あずさ3号殺人事件」（1983年）
    - 第11作「阿蘇殺人ルート」（1987年）
    - 第19作「L特急踊り子号殺人事件」（1991年）

  - 三毛猫ホームズシリーズ 第5作「三毛猫ホームズの運動会」（1983年）
  - 松本清張の葦の浮船（1984年）
  - 女弁護士 朝吹里矢子 第11作「小さな目撃者」（1989年）
  - 密会の宿 第5作「家元争いの陰に女たちの艶やかな謀略が舞う 殺人は月明かりの稽古場で」（1989年）
  - 越後親不知、死を招くファインダー（1991年）
  - 鎖された旅券（1992年）
  - 秋の旅情サスペンス 駅弁探偵連続殺人（1995年）
- 鉄道公安官 第11話「東北本線・美しき逃亡者」（1979年）
- 爆走!ドーベルマン刑事 第11話「挑戦 目黒の赤い星!」（1980年）
- 非情のライセンス（第3シリーズ） 第19話「兇悪の声紋・カーフェリー爆破三秒前!」（1980年）
- 生徒諸君! （1980年）- 河合先生
- 警視庁殺人課（1981年）
- メタルヒーローシリーズ
  - 宇宙刑事ギャバン
    - 第1話「東京地底の怪要塞」（1982年）
    - 第8話「正義か悪魔か? 銀マスク大ヒーロー」（1982年） - アナウンサー
    - 第40話「死の谷の大決戦 君も宇宙刑事だ!」（1983年）

  - 宇宙刑事シャリバン 第17話「新型二階だてバスのふしぎな異次元旅行」（1983年） - バス運転手
  - 宇宙刑事シャイダー 第1話「不思議界」（1984年） - 雄一の父
  - 巨獣特捜ジャスピオン 第39話「ミヨちゃんのキッスは百万馬力」（1986年）
  - 時空戦士スピルバン 第31話「東京が沈む! 三人結晶ヘレンレディ」（1986年）
  - 超人機メタルダー 第21話「大都会ミステリー・ホタルを呼ぶ美少女」（1987年） - アナウンサー
  - 機動刑事ジバン（1989年）
    - 第13話「哀しみの少年を救え」 - バイオロン工作員
    - 第20話「町にお金が降って来た!」 - アナウンサーの声

  - 特警ウインスペクター
    - 第7話「幸せ祈る聖少女」（1990年） - アナウンサー
    - 第47話「億ションの甘い罠」（1990年） - マンション管理人

  - 特救指令ソルブレイン　第26話「罠をしかけた刑事」（1991年） - レポーター
  - 重甲ビーファイター 第43話「見た!! 黒（ブラック）の素顔」・第44話「生命（いのち）の蝶現る!!」（1995年） - アナウンサーの声
- 月曜ワイド劇場 気になる隣の新家族（1986年）
- はぐれ刑事純情派
  - 第1シリーズ 第8話「赤い花が殺人を告発する」（1988年）
  - 第2シリーズ 第9話「父を見殺しにされた娘」（1989年）
  - 第4シリーズ 第24話「潜入捜査! ホストになった安浦刑事」（1991年）
  - 第5シリーズ 第5話「危険な愛情・父親を刺した女!?」（1992年）
  - 第9シリーズ 第10話「オヤジ狩り!? 使い捨てカメラの女」（1996年）
- 火曜スーパーワイド
  - 西村京太郎トラベルミステリー 死を運ぶ新特急「谷川7号」（1988年）
  - 西村京太郎の父子トラベルミステリー 伊豆急展望列車「リゾート21」の謎（1989年）
- 火曜ミステリー劇場 カラオケ教室殺人事件 日本海おんなが消えた歌の旅（1991年）
- さすらい刑事旅情編
  - さすらい刑事旅情編IV 第10話「青函トンネル・殺意を運ぶ海峡4号」（1991年）
  - さすらい刑事旅情編V 第20話「仔猫と一緒に消えた少女・婚約者の嘘」（1993年）
- 味いちもんめ 第2シリーズ 第1話「伊橋悟が帰ってきた!! 幻の名料亭 vs 料理の達人 京都旅情編（前・後編）」（1996年）
- 闇のパープル・アイ 第11話「倫子の最期!そして旅立ち…」（1996年）
- 流れ板七人 第3話「鯛づくし恋の配達便!」（1997年）

12ch
- プレイガールシリーズ
  - プレイガール
    - 第15話「怪談 濡れた女に手を出すな」（1969年）
    - 第23話「くれない追撃作戦」（1969年）
    - 第38話「女のどたん場」（1969年）
    - 第52話「鉄火肌けんか仁義」（1970年）
    - 第55話「謎の尼寺博徒」（1970年）
    - 第81話「男殺しの用心棒」（1970年）
    - 第84話「新幹線殺人事件」（1970年）
    - 第85話「目撃者、死んで貰います」（1970年）
    - 第91話「酔いどれ裸仁義」（1970年）
    - 第102話「父は過去に何をしていた」（1971年）
    - 第175話「河豚田警部の初恋-タダほど－高い恋はない」（1972年） - 花屋の店員
    - 第181話「ヌードダンサー殺人事件」（1972年）
    - 第220話「真夜中の腕くらべ」（1973年）
    - 第221話「ヌードモデル殺人事件」（1973年）

  - プレイガールQ　(1975年)
    - 第49話「ポルノ女優殺人事件」
    - 第53話「全裸で消された謎の女」 - アナウンサー
- ぐるぐるメダマン（1976年）
  - 第7話「こわいですねえヒトダマシール」 - アナウンサー ※ノンクレジット
  - 第10話「猫がお金を食べちゃった!!」 - 裁判官
  - 第25話「メダマンはサンタクロース」 - アコーディオン奏者
- 快傑ズバット（1977年）
  - 第10話「野球の敵を場外へ飛ばせ」 - アナウンサー
  - 第19話「悲恋 破られたラブレター」 - 警官
- スパイダーマン
  - 第16話「名犬よ 父のもとへ走れ」（1978年） - 大東建設社員
  - 第32話 「甘くささやく妖女」（1978年） - 青山
  - 第36話 「たまねぎ鉄仮面と少年探偵団」（1979年） - 刑事
- ザ・スーパーガール
  - 第7話「女囚脱獄・女体に仕掛けた罠」（1979年）
  - 第15話「高校生売春・決死の潜入捜査」（1979年） - アナウンサー
  - 第20話「女の命は裸で守れ」（1979年）
  - 第22話「花嫁強奪・殺しの前に裸をうばえ」（1979年） - アナウンサー
  - 第29話「全裸殺人 謎のマッサージ師」（1979年） - 石井松三
  - 第33話「人妻蒸発 裏切りの肌は燃えて」（1979年）
  - 第34話「人妻告白 二人の夫を持つ女」（1979年）
  - 第38話「結婚詐欺 誘惑の甘いメロディー」（1979年）
  - 第41話「女の肌は三億円の秘密金庫」（1980年） - アナウンサー
  - 第47話「夜の課外授業 危険を売る少女」（1980年）
  - 第49話「入試地獄は詐欺の季節」（1980年）
  - 第50話「浮気の代償はお金といのち」（1980年）
  - 第51話「時限爆弾 タイムリミット1分前」（1980年） - 錦ヶ丘高校教務主任
- ミラクルガール （1980年）
  - 第2話「パンダ爆撃3億円の照準」 - 木村進アナウンサー
  - 第4話「女が欲望に賭けるとき」
  - 第5話「包囲線のメロディー」
  - 第8話「美人探偵神出鬼没」
  - 第9話「女王の乳房を狙え」
  - 第17話「一億円を拾った女」
  - 第19話「地上最強の美女対必殺邪拳」 - 長井市観光課職員
- ドラマ特別企画 刑事弁護人・望郷（1990年）